# Atletica leggera ai Giochi della XXIX Olimpiade - 100 metri ostacoli

Video della Finale

Ai Giochi della XXIX Olimpiade, tenutisi a Pechino nel 2008, la competizione dei 100 metri ostacoli si è svolta dal 17 al 19 agosto presso lo Stadio nazionale di Pechino.

## Presenze ed assenze delle campionesse in carica
| Competizione         | Atleta                 | Prestazione | Pechino 2008 |
| -------------------- | ---------------------- | ----------- | ------------ |
| Olimpiadi 2004       | Joanna Hayes           | 12”37       | 7ª ai Trials |
| Commonwealth 2006    | Brigitte Foster        | 12”75       | Presente     |
| Europei 2006         | Susanna Kallur         | 12”59       | Presente     |
| Coppa del mondo 2006 | Brigitte Foster        | 12”67       | Presente     |
| Panamericani 2007    | Delloreen Ennis-London | 12”65       | Presente     |
| Africani 2007        | Toyin Augustus         | 13”23       | Presente     |
| Mondiali 2007        | Michelle Perry         | 12”46       | Non qual.    |
|                      |                        |             |              |
| Mondiali junior 2004 | Ronetta Alexander      | 13”28       | Assente      |

1. ↑  Sotto la bandiera della Giamaica.

## Cronoprogramma
| 5 Batterie   | 17 agosto, ore 19:00 | 40 partenti   | Si qualificano le prime 2 + i 6 migliori tempi.  |
| 2 Semifinali | 18 agosto, ore 19:40 | 8 + 8         | Si qualificano le prime 4 di ciascuna semifinale |
| Finale       | 19 agosto, ore 22:30 | 8 concorrenti |                                                  |

## Gara
Le più veloci al primo turno sono Josephine Onyia (Spa) e Susanna Kallur (Sve): 12"68 per entrambe.
Il miglior tempo delle semifinali è di Lori Jones (USA) che in prima serie migliora il proprio record personale a 12"43. Rimarrà il tempo più veloce corso a Pechino. L'americana è la chiara favorita per il titolo.
Nella seconda serie, vinta da Damu Cherry in un "normale" 12"63, la Kallur sbatte contro il primo ostacolo e si ritira.
In finale la più veloce a scattare dai blocchi è Sally MacLellan (Aus). L'australiana rimane in testa fino al terzo ostacolo, quando la Jones e Dawn Harper (USA) la sopravanzano. La Jones conduce la gara aumentando il suo vantaggio ma colpisce con la gamba di stacco il nono ostacolo. Si sbilancia e viene superata da altre sei atlete. Vince la Harper. Dietro di lei, le posizioni dalla seconda alla sesta sono separate da 2 soli centesimi di secondo. Al fotofinish, l'australiana MacLellan e la canadese Lopes sono rispettivamente argento e bronzo con lo stesso tempo.
Lori Jones finisce la gara al settimo posto.

## Finale
Martedì 19 agosto; ore 22:30. Stadio nazionale di Pechino.
| Pos | Paese         | Atleta                 | Tempo | Note                          |
| --- | ------------- | ---------------------- | ----- | ----------------------------- |
|     | Stati Uniti   | Dawn Harper            | 12"54 | Miglior prestazione personale |
|     | Australia     | Sally McLellan         | 12"64 |                               |
|     | Canada        | Priscilla Lopes        | 12"64 |                               |
| 4   | Stati Uniti   | Damu Cherry            | 12"65 |                               |
| 5   | Giamaica      | Delloreen Ennis-London | 12"65 |                               |
| 6   | Giamaica      | Brigitte Foster        | 12"66 |                               |
| 7   | Stati Uniti   | Lori Jones             | 12"72 |                               |
| 8   | Gran Bretagna | Sarah Claxton          | 12"94 |                               |